# Червона шапочка (фільм, 2011)
Стаття про старовинну західноєвропейську народну казку: Червона шапочка
«Червона шапочка» (англ. Red Riding Hood) — американський фільм Кетрін Гардвік у стилі темне фентезі, за сценарієм Девіда Леслі Джонсона. За основу взято народну казку Червона шапочка зібрану Шарлем Перро під назвою «Le Petit Chaperon Rouge» (Маленька Червона Шапочка) та пізніше Братами Грімм як «Rotkäppchen» (Малий Червоний Капелюшок). Втім сюжет фільму лише дуже віддалено нагадує оригінальну казку. Стилізаця фільму є втіленням книги Бруно Беттелгейма, Використання Чарів, де автор досліджує казки з позицій психоаналізу. Фільм демонструється в Україні з 24 березня 2011. Загальносвітова прем'єра відбулася 11 березня 2011.
Автор українського перекладу — Сергій SKA Ковальчук.

## У ролях
| Актор               | Роль           |
| ------------------- | -------------- |
| Аманда Сейфрід      | Валері         |
| Шайло Фернандес     | Пітер          |
| Макс Айронс         | Генрі Лазар    |
| Ґері Олдмен         | Батько Соломон |
| Джулі Крісті        | Бабуся         |
| Вірджинія Медсен    | Сьюзетт        |
| Біллі Берк          | Сезар          |
| Александрія Мейллот | Люсі           |
| Майкл Шенкс         | Едріан Лазар   |
| Крістін Віллес      | Мадам Лазар    |
| Лукас Гаас          | Батько Август  |

## Критика
Фільм отримав в основному негативні відгуки. На сайті Rotten Tomatoes він отримав рейтинг 11%, агрегатор Metacritic дав фільму оцінку 28 зі 100 балів, а авторитетний кінокритик Роджер Еберт висловився, що картина виглядає настільки безглуздою, що її мали знімати коміки з Monty Python.